# Agápio de Hierápolis
Agápio de Hierápolis (em latim: Agapius; em árabe: Mahbūb ibn-Qūṣṭānṭīn) (†941-2) foi um escritor cristão árabe do século X, conhecido por seu extenso Kitab al-'Unwan ("Livro de Cabeçalhos" ou "História"). Ele era o bispo melquita de Mambije (Hierápolis Bambice).

## Vida e obras
Agápio era contemporâneo do analista Eutíquio (conhecido como Bitriq), também melquita. Sua história começa com a criação do mundo e segue até a época dele. A parte sobre o período árabe só sobreviveu num único manuscrito e acaba no segundo ano do califado abássida de Almadi (160AH ou 776-7 d.C.).
Para descrever os primeiros anos do cristianismo, Agápio usou de forma pouco crítica material apócrifo e lendário. Para a história secular e eclesiástica posterior, ele se baseou em fontes siríacas, em particular a "Crônica do Mundo" do historiador maronita Teófilo de Edessa (†785) par ao final do período omíada e o começo dos abássidas. Ele se utilizou da "História Eclesiástica" de Eusébio de Cesareia por meio de uma compilação intermediária contendo apenas pequenos trechos, que ele suplementou utilizando outras fontes. Agápio também cita um fragmento desconhecido em outras fontes de Pápias de Hierápolis e apresenta uma lista metropolitas orientais. Por fim, ele se utiliza da "História", hoje perdida, de Bardesanes.
Porém, muitas de suas fontes são desconhecidas.
A "História" foi publicada, com uma tradução francesa, na Patrologia Orientalis e, com uma tradução latina, no Corpus Scriptorum Christianorum Orientalium.

## Testimonium Flavianum
Sua história contém uma versão do Testimonium Flavianum de Flávio Josefo.